# La Femme idéale
Pour l'album studio de Ben Mazué, voir La Femme idéale (album).
Pour plus de détails, voir Fiche technique et Distribution.
La Femme idéale est un film français réalisé par André Berthomieu, sorti au cinéma en janvier 1934.

## Fiche technique
- Titre : La Femme idéale
- Réalisation : André Berthomieu, assisté de Pierre Schwab
- Scénario : André Berthomieu, d'après le roman La Meilleure Maîtresse de Georges Oudard[1]
- Décors : Jean d'Eaubonne
- Costumes : Schiaparelli
- Photographie : Jacques Montéran
- Chef opérateur : Jean Isnard
- Assistants cadreurs : Jean-Marie Maillols et Roger Montéran
- Technicien du son : Tony Leenhardt
- Montage : Marcel Cravenne (sous le nom de Marcel Cohen)
- Musique : Georges Van Parys
- Directeur de production : E. Demeuraux
- Société de production : Films de France
- Pays d'origine :  France
- Format : Noir et blanc - son Mono - 35 mm
- Genre : Comédie
- Durée : 98 minutes
- Date de sortie : 
  - France : 19 janvier 1934

## Distribution
- René Lefèvre : Grégoire Vachette, un timide bibliothécaire
- Marie Glory : Denise, une petite dactylo qui l'aime en secret
- Arlette Marchal : Madeleine, une belle femme pour laquelle s'enflamme Grégoire
- André Lefaur : M. de Pryfontaine, le conservateur de la bibliothèque
- André Alerme : Courgéan, un collègue de Grégoire qui se vante de ses succès féminins
- Robert Le Vigan : Girardin, un collègue de Grégoire
- Jean Sinoël : Bonin, un collègue de Grégoire
- Paul Marthès : Mignon, un collègue de Grégoire
- André Siméon : Jules
- Inka Krimer
- Henri Prestat